# Pakaraimaea dipterocarpacea
Genre
Espèce
Classification phylogénétique
Pakaraimaea dipterocarpacea est une espèce de plantes à fleurs de la famille des Dipterocarpaceae et du genre monotypique Pakaraimaea. C'est un arbre originaire d'Amérique du Sud.
La classification phylogénétique APG IV (2016) transfère les Pakaraimaea (auparavant Dipterocarpaceae) dans la famille des Cistaceae.

## Distribution et habitant

### Distribution
L'espèce se rencontre au sud du Venezuela et au Guyana.

### Habitat
L'espèce est présente sur des sols sableux, entre 500 et 1 100 mètres d'altitude.

## Description
L'espèce peut atteindre une hauteur de 20 mètres.